# BMC Vuran
BMC Vuran (з тур. «нападник») — турецький міннозахищений бронеавтомобіль, розроблений і вироблений компанією BMC для задоволення вимог Сухопутних військ Туреччини.

## Варіанти
- BMC Vuran (4X4) — багатоцільовий бронеавтомобіль без бойового модуля[1].
- BMC Vuran (4X4) — бронеавтомобіль оснащений бойовим модулем Aselsan SARP[2].
- BMC Vuran (4X4) — бронеавтомобіль оснащений 120 мм інтегрованим мінометом Aselsan Alkar.
- BMC Vuran SUNGUR. бронеавтомобіль оснащений двома ПЗРК PORSAV[3].

## Оператори
- Туреччина
- Косово
- Туніс[4]
- Лівія[5]
- Грузія[6]